# Авауза (Удине)
Авауза је насеље у Италији у округу Удине, региону Фурланија-Јулијска крајина.
Према процени из 2011. у насељу је живело 122 становника. Насеље се налази на надморској висини од 644 м.